# Nowe Święcice
Nowe Święcice (prononciation : [ˈnɔvɛ ɕfjɛnˈt͡ɕit͡sɛ]) est un village polonais de la gmina de Mała Wieś dans le powiat de Płock de la voïvodie de Mazovie dans le centre-est de la Pologne.
Le village compte approximativement une population de 136 habitants en 2013.

## Histoire
De 1975 à 1998, le village appartenait administrativement à la voïvodie de Płock.